# Alberti Norte (subte de Buenos Aires)
Alberti Norte es un andén fantasma que formó parte de la estación Alberti, perteneciente a la Línea A del subte de Buenos Aires, Argentina. Ubicado a escasos metros del funcional Alberti Sur, fue utilizado entre 1913 y 1951 para los servicios en dirección a la terminal este Plaza de Mayo. Luego de ser clausurada se podía seguir viendo en su estado original desde las vías, usándose incluso para una muestra sobre el subte con maniquíes, pero tras la concesión a Metrovías fue tapiada y usada par albergar una subestación eléctrica.

## Ubicación
Se encuentra ubicada bajo la Avenida Rivadavia, en el cruce con las calles Alberti —prolongación sur de Larrea— y Saavedra —prolongación sur de Paso—, en el barrio de Balvanera, perteneciente a la Comuna 3 de la Ciudad Autónoma de Buenos Aires, Argentina. 

## Hitos urbanos
La estación se encuentra en una zona comercial altamente transitada, por lo que su cobertura se enfoca más en una sumatoria de comercios que en hitos específicos.

## Historia

### Primeros años

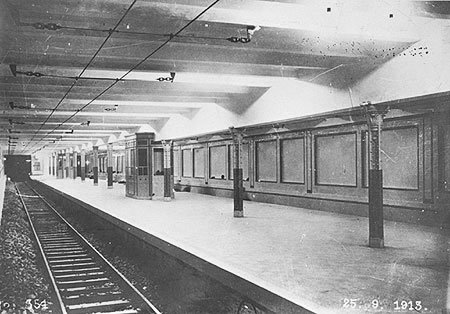
La estación en su aspecto original en 1913.

La estación Alberti fue inaugurada el 1° de diciembre de 1913 como parte del primer tramo del Subte de Buenos Aires, que unía las estaciones Plaza de Mayo y Plaza Miserere. Su nombre es en honor a Manuel Alberti, sacerdote cuya participación fue vital en la Revolución de Mayo, siendo vocal de la Primera Junta y participando del Cabildo Abierto del 22 de mayo.
Tenía la particularidad de no tener ambos andenes enfrentados, sino que existía una diferencia de unos metros entre ambos. Se cree que esto se debe al angostamiento de la Avenida Rivadavia en esa sección de la traza y a un plan para ampliar la Plaza Miserere que obligaba a desviar el trayecto, ya que en esa época el subterráneo se construía al aire libre. También, con este «desfasaje» de las estaciones lograría una mejor cobertura de los 1,3 kilómetros que median entre la estación Congreso y Plaza Miserere.
En Alberti Norte, las vías están separadas para dar mayor amplitud a la estación Miserere, aprovechándose de la mayor anchura de
la Avenida Rivadavia. Al mismo tiempo aquí se inicia el patio de maniobras hacia dicha estación, compartida con el Ferrocarril Sarmiento. Otro motivo de la singularidad de las semiestaciones, fue que se habría hecho coincidir sus ubicaciones con antiguas paradas de tranvía. También se sostiene que la causa fue una menor consistencia del suelo en el lugar, que sólo permitió construir medias estaciones.
Hacia la década de 1950, la Corporación de Transportes de la Ciudad de Buenos Aires realizaba diversas reformas en la línea de subte. Estas reformas también alcanzarían a las estaciones Pasco y Alberti cuyos andenes sur y norte respectivamente fueron clausurados. El sitio oficial de Subterráneos de Buenos Aires data el cierre en 1951, pero según el Anuario de la empresa estatal Transportes de Buenos Aires esto ocurrió el 6 de agosto de 1953. Dichas plataformas permanecieron con sus luces apagadas a la vista del público, dando origen a múltiples versiones sobre su cierre. El andén sur de la estación Alberti siguió operando como semiestación (ya que el tren solo para en ella cuando va en una dirección).

### Motivo del cierre
Alberti Norte fue cerrada al mismo tiempo que el andén sur de Pasco, la estación anterior a Alberti. Nunca quedó en claro el motivo del cierre, pero se cree que se debió a la necesidad de equilibrar las paradas tras el cierre de Pasco Sur. Existen varias teorías sobre el cierre de esta estación. La versión oficial dada por Metrovías al ser consultada el respecto, es escueta. Se limita a señalar que la estación fue abandonada «por cuestiones operativas» sin dar más detalles. El entonces gobierno en 1953 no explicó el motivo del cierre del andén. El más común, por lo tanto, se debe a razones funcionales.
Sobre esta primera explicación, cabe mencionar que Alberti Norte se encuentra entre dos estaciones muy cercanas entre sí (Pasco y Plaza Miserere) y que para realizar este trayecto la formación debía arrancar y frenar casi al instante. Entonces, para evitar que los trenes se detuvieran tan seguido entre estaciones muy transitadas como Plaza Miserere y Congreso, los andenes de Pasco Sur y Alberti Norte fueron cerrados. De esta forma, los trenes a Plaza de Mayo partirían de Plaza Miserere para detenerse a 525 metros en Pasco norte (habilitada), mientras que antes del cierre realizaban una parada intermedia en Alberti norte (clausurada) ubicada a 124 metros de Pasco norte y a 400 de Miserere. Con la reforma, los trenes que se dirigen en sentido opuesto (en ese entonces hacia Primera Junta, hoy San Pedrito) recorrerían 782 metros hasta Alberti sur y de ahí 508 metros hasta Plaza Miserere. Antes del cierre debían parar en Pasco sur, ubicada a 390 metros de Congreso, luego en Alberti sur (hoy operativa a 397 metros de la clausurada Pasco sur) y finalmente en Miserere (a 514 metros de Alberti sur).
También se ha mencionado como posible causa de cierre el hecho de que se encontrara cerca de la bóveda de una sucursal del Banco de la Nación Argentina ubicada en las inmediaciones de subestación, y la circulación de personas generaba un problema de seguridad. Otra causa citada sería el hecho de que las formaciones patinaban demasiado en la pendiente inmediata a la salida este de la estación. Pero esto suele descartarse, ya que actualmente es habitual que las formaciones se detengan en Alberti Norte, cuando la señal ubicada en el muro enfrentado al andén operativo de Alberti se encuentra a peligro, logrando subir esa pendiente acelerando desde cero sin problemas.

### Después de ser clausurada

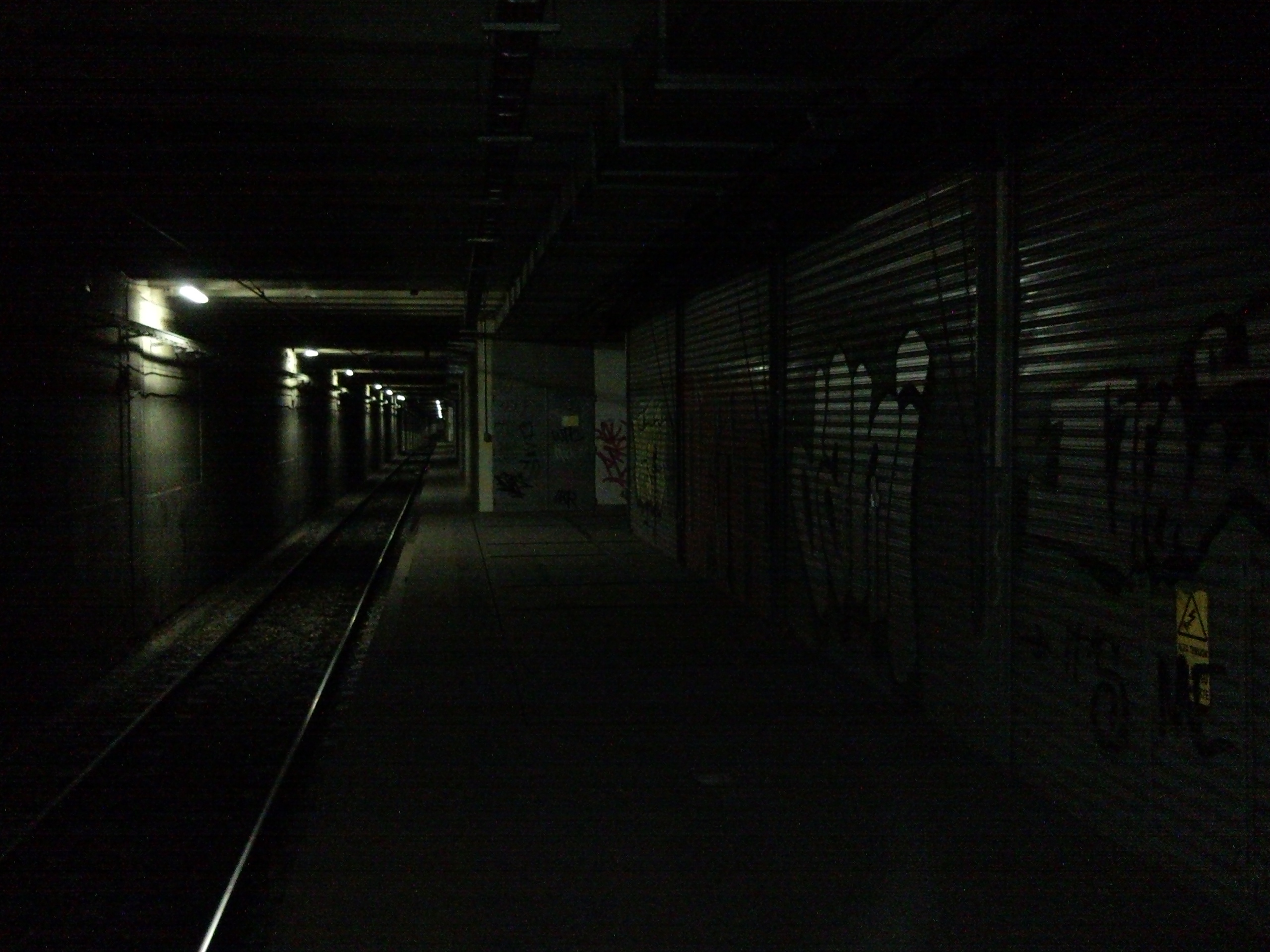
Panorama actual desde el andén.

Luego de su cierre, la estación permaneció abandonada en su estado original y a oscuras sin ser tapada, por lo que se la podía ver desde los vagones sin ningún problema.
A mediados de la década de 1980 se realizó una muestra de los primeros años del subte en esta estación. Utilizando maniquíes con vestimenta de la década de 1920, se emulaban pasajeros esperando el tren. Los pasajeros podían ver esta escena desde las formaciones. Los maniquíes dieron origen a algunos mitos urbanos sobre las estaciones fantasmas de Pasco y Alberti.
En la década de 1990 comenzó a ser utilizada como depósito por SBASE hasta que luego de recibir la concesión del servicio en 1994, Metrovías decidió taparla y utilizarla para albergar una subestación bitensional que suministra energía para las formaciones. La subestación eléctrica fue montada en 2004 y reemplazó a la subusina Bartolomé Mitre operativa desde 1913.
Actualmente se la puede observar tenuemente iluminada y con los generadores cubiertos por cortinas metálicas que tienen grafitis en su superficie. La antigua escalera de acceso oeste sobre la Avenida Rivadavia sigue existiendo, tapada por una chapa con una puerta en el suelo (como si fuese el acceso a un refugio subterráneo). A fin de restaurar el estado original de la estación Perú, las tulipas de las luces se tomaron de las originales de Alberti Norte.

## Cultura

### Mitos sobre la estación
Debido a su clausura, esta estación ha sido protagonista de varios mitos urbanos. Guillermo Barrantes habla sobre los mitos de las semiestaciones Pasco y Alberti en su libro Buenos Aires es leyenda. Allí cuenta que hacia 1913, cuando se iniciaban las primeras excavaciones, «aseguran que se quería hacer una estación y de repente el terreno cedió, todo se derrumbó sobre dos obreros italianos que mueren sepultados vivos» (...) «no se dijo nada, se mantuvo en secreto y se construyeron Pasco y Alberti, que son dos estaciones extrañas, como mutiladas, en las que se usa solo la mitad». En los registros periodísticos de la época no se menciona nada sobre el accidente. Ciertos «eventos» son relatados por trabajadores del Subte y pasajeros, especialmente en la subestación Alberti Norte. Según la leyenda, si uno viajaba en el último subte de la línea A (de las 23:30) se podía ver a dos obreros sentados y con palas en la estación. Ambos te siguen la mirada hasta que desaparece el tren.